# 27977 Distratis
27977 Distratis este un asteroid din centura principală de asteroizi.

## Descriere
27977 Distratis este un asteroid din centura principală de asteroizi. A fost descoperit pe 25 octombrie 1997 la San Marcello Pistoiese de Luciano Tesi și Andrea Boattini. Asteroidul prezintă o orbită caracterizată de o semiaxă mare de 2,55 ua, o excentricitate de 0,22 și o înclinație de 13,5° în raport cu ecliptica.